# Nainital
Nainital (auch Naini Tal, Hindi नैनीताल) ist eine Kleinstadt im indischen Bundesstaat Uttarakhand. Nainital liegt in den Ausläufern der Region Kumaon im Himalaya am Naini-See, 285 km von der Landeshauptstadt Dehradun und 345 km von Neu-Delhi, der Hauptstadt Indiens, entfernt. Mit einer Höhe von über 2000 Metern gehört sie zu den am höchsten gelegenen Städten des Landes. Wegen seines Sees und der landschaftlichen Schönheit der Umgebung ist Nainital ein bekannter Urlaubsort.
Die Stadt ist Hauptstadt des Distrikts Nainital. Nainital hat den Status einer Nagar Palika Parishad. Die Stadt ist in 13 Wards gegliedert. Sie hatte am Stichtag der Volkszählung 2011 insgesamt 41.377 Einwohner, von denen 21.648 Männer und 19.729 Frauen waren. Hindus bilden mit einem Anteil von ca. 86 % die größte Gruppe der Bevölkerung in der Stadt gefolgt von Muslimen mit ca. 12 %. Die Alphabetisierungsrate lag 2011 bei 92,93 %.
Nainital ist die judikative Hauptstadt von Uttarakhand, denn hier befindet sich das oberste Gericht des Bundesstaates. Auch der Gouverneur von Uttarakhand hat hier seinen Sitz.

## Geschichte
Briten trugen in der zweiten Hälfte des 19. Jahrhunderts entscheidend zum Aufbau der Stadt bei. Die Stadt war in der britischen Kolonialzeit die Sommerhauptstadt der Vereinigten Provinzen Agra und Oudh, welche von 1902 bis 1947 existierte. Die Stadt erfüllte damit eine wichtige Verwaltungsfunktion und war die Heimat vieler britischer Beamter. Von dieser Zeit zeugen noch verschiedene englischsprachige Schulen, die damals gegründet wurden.

## Söhne und Töchter der Stadt
- Elsie Inglis (1864–1917), schottische Medizinerin und Frauenrechtlerin
- Claude Russell-Brown (1873–1939), kanadischer Tennisspieler
- Jim Corbett (1875–1955), britischer Jäger und Naturschützer
- Percy Hobart (1885–1957), britischer Offizier
- Hastings Ismay, 1. Baron Ismay (1887–1965), britischer General, Politiker und Diplomat
- Orde Wingate (1903–1944), britischer General
- Rajeshwar Dayal (1909–1999), Diplomat
- Jim Robertson (1910–2004), britischer Offizier, zuletzt Generalmajor der British Army
- Sudhir Kakar (1938–2024), Psychoanalytiker, Gelehrter und Schriftsteller
- Rajendra Pachauri (1940–2020), Ökonom und Ingenieur
- Manish Pandey (* 1989), Cricketspieler

## Galerie

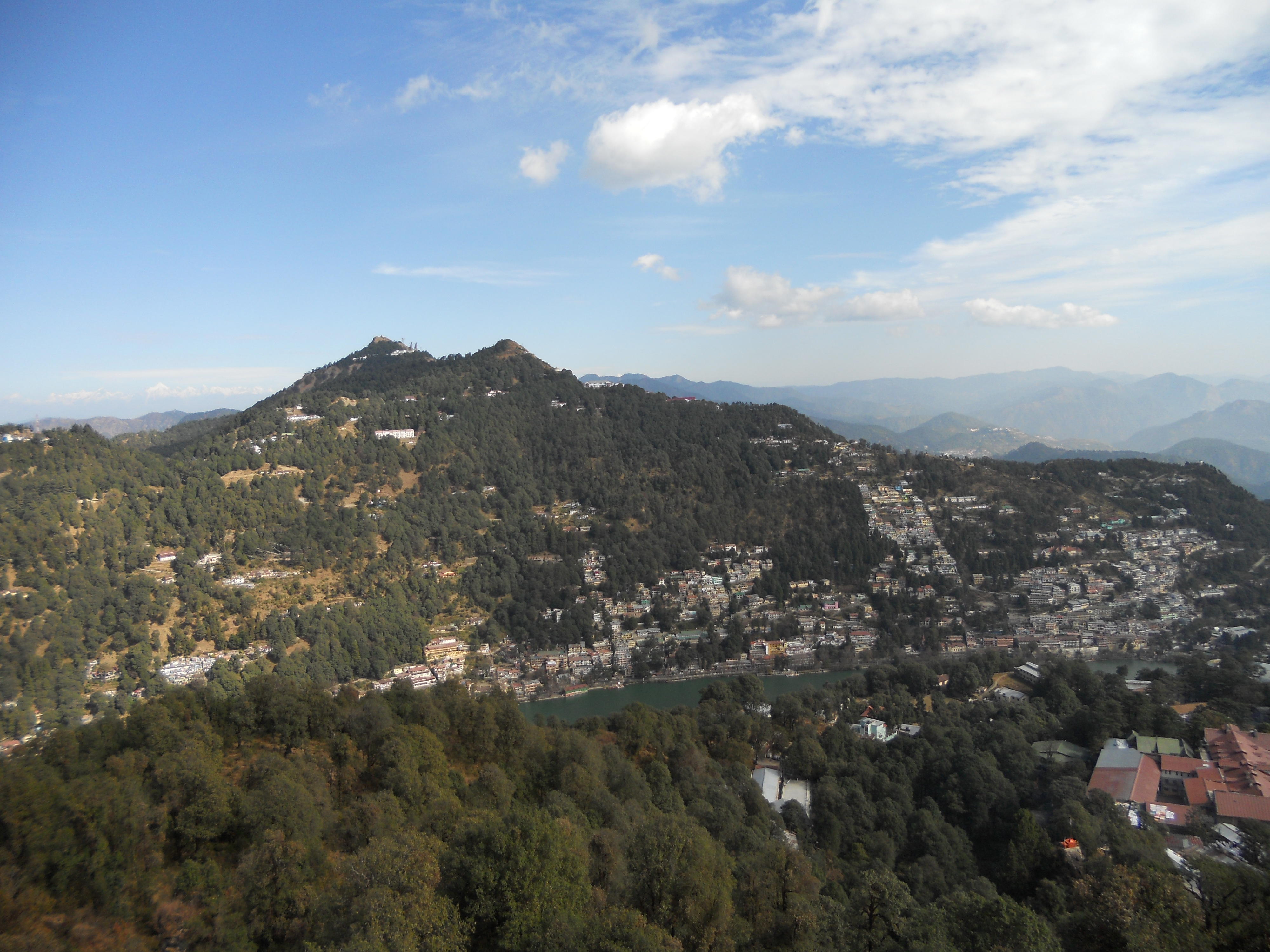
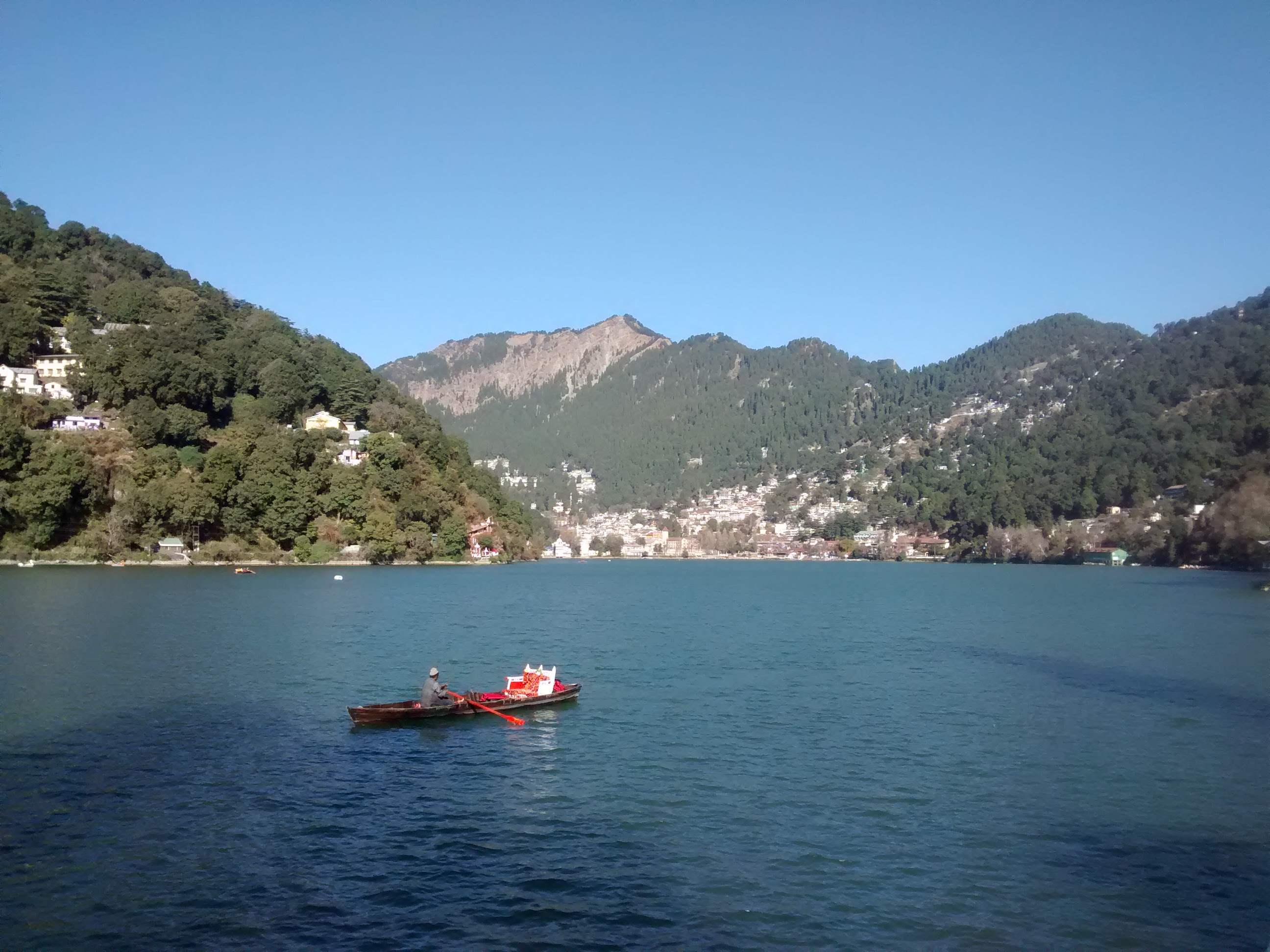
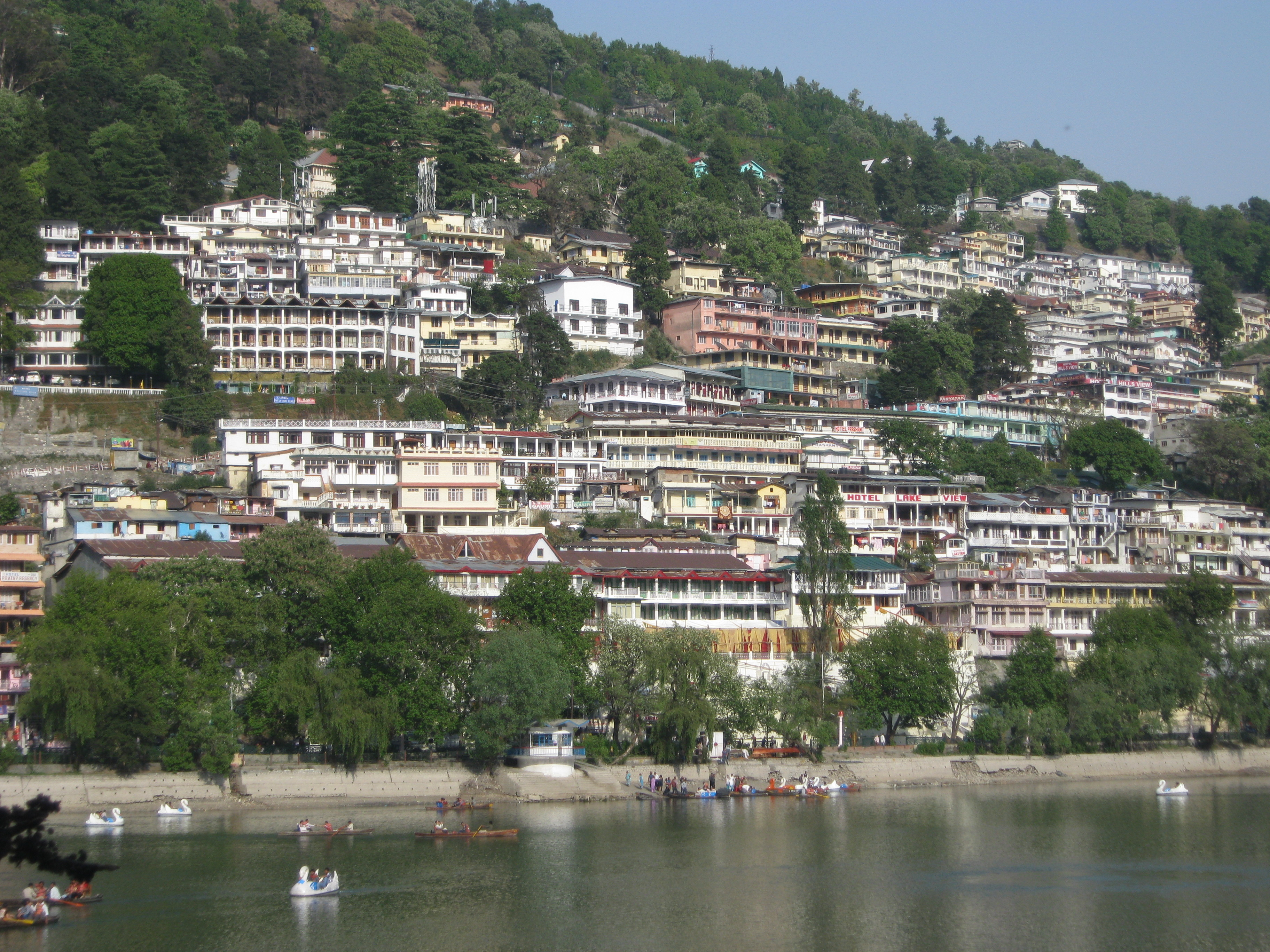
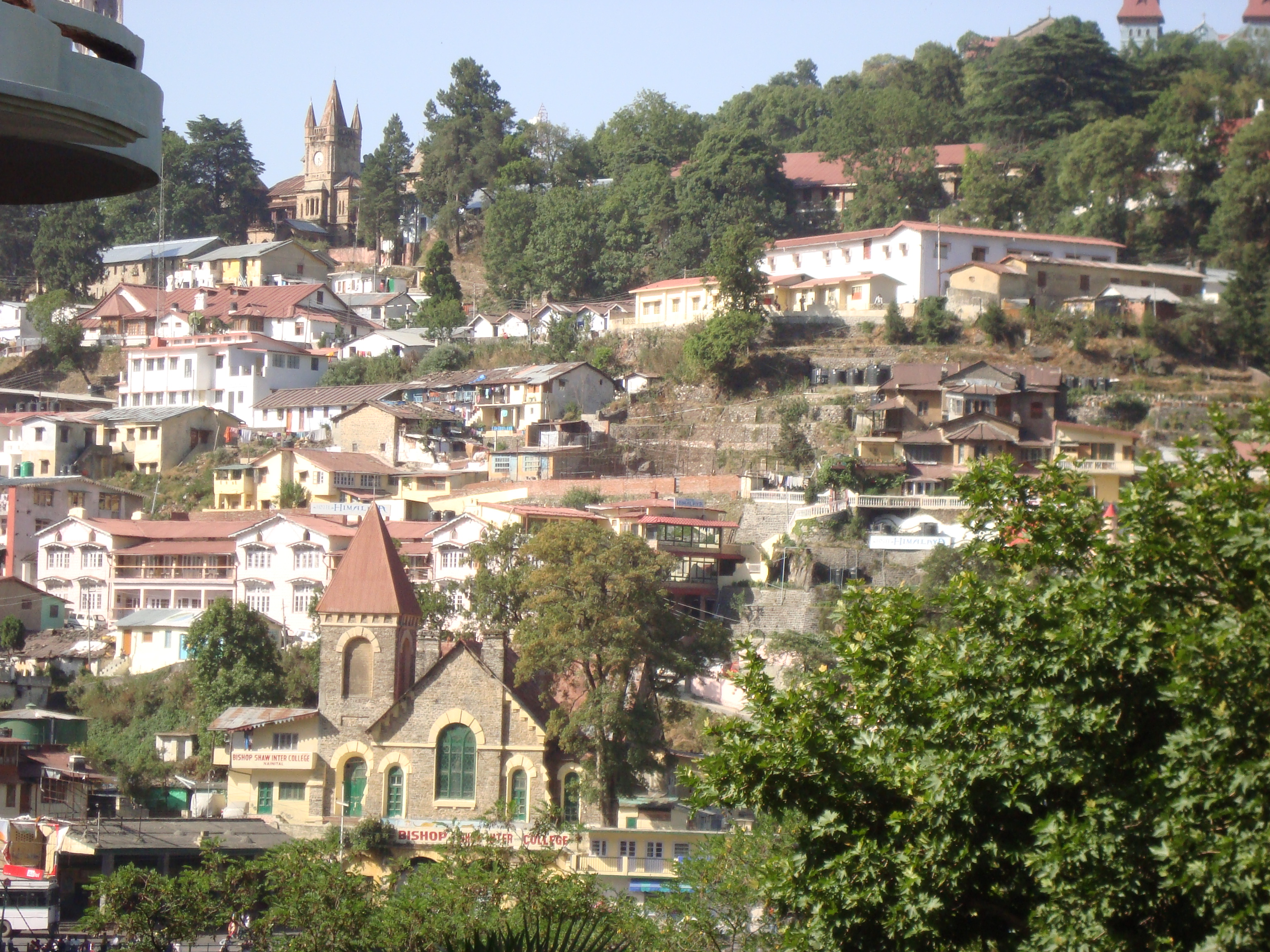
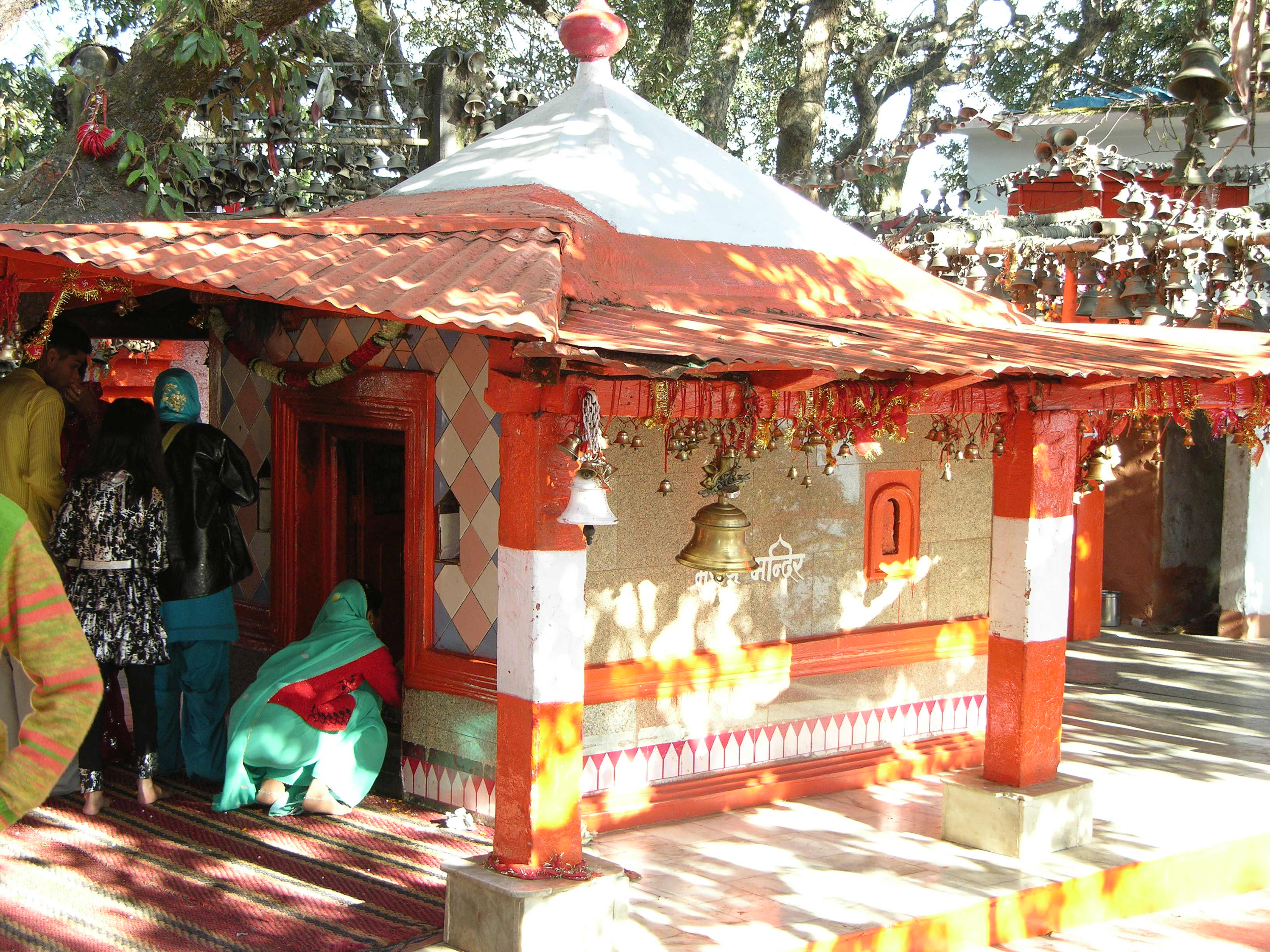
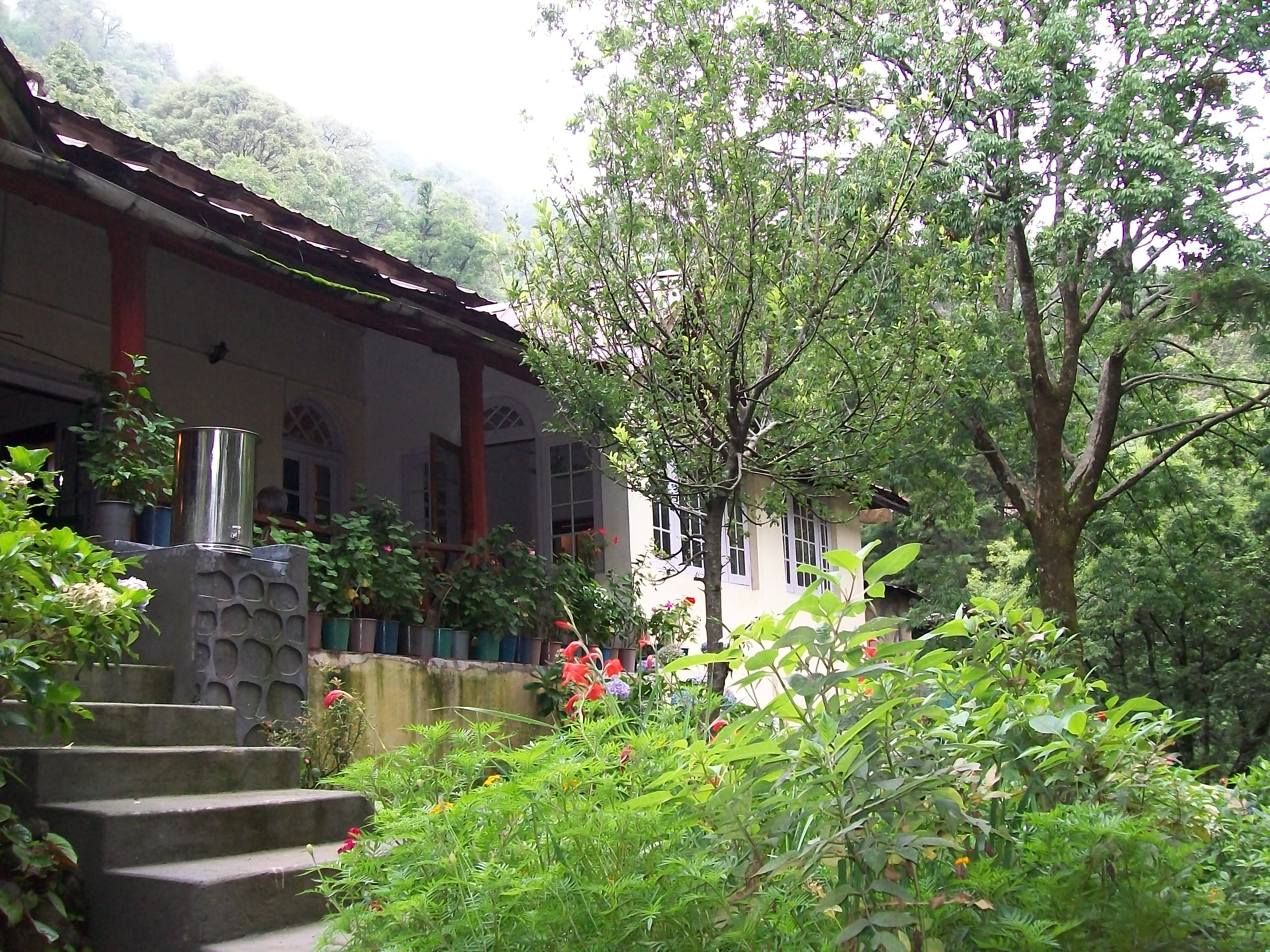